# Сьюдад де Мурсія
«Сьюдад де Мурсія» (ісп. Ciudad de Murcia) — колишній іспанський футбольний клуб з міста Мурсія, що існував з 1999 по 2006 рік.

## Історія
Клуб був заснований у 1999 році екс-футболістом Кіке Піною і кількома його друзями-підприємцями. Пройшовши Терсеру і Сегунду Б, в сезоні 2003/04 клуб дебютував у Сегунді — другій за значимістю лізі в іспанському футболі.
Перші два сезони команда була на грані вильоту, залишаючись у підсумку відповідно, на 17 і 18 місці. У сезоні 2005/06 клуб зміг значно покращити свої результати, посівши четверте місце за підсумками сезону. «Мурсія» мала шанси вийти до Прімери аж до останнього туру, в якому вони поступилися своїм прямим конкурентам, клубу «Леванте». У наступному сезоні клуб також посів четверте місце, проте залишився далеко позаду призової трійки.
6 червня 2007 року було оголошено, що клуб був викуплений інвестором з Гранади і переїде в це місто, де буде виступати під назвою «Гранада-74». Футболісти з діючими контрактами могли залишитися в новому клубі або розірвати контракт. Після переїзду «Сьюдада» з Мурсії був створений клуб «Атлетіко Сьюдад».

## Статистика сезонів
| Сезон   | Дивізіон    | М  |
| ------- | ----------- | -- |
| 1999–00 | Регіональна | 1  |
| 2000–01 | Терсера     | 1  |
| 2001–02 | Сегунда Б   | 5  |
| 2002–03 | Сегунда Б   | 3  |
| 2003–04 | Сегунда     | 17 |
| 2004–05 | Сегунда     | 18 |
| 2005–06 | Сегунда     | 4  |
| 2006–07 | Сегунда     | 4  |

Загалом
- Сегунда (4): 2003—2007
- Сегунда Б (2): 2001—2003
- Терсера (1): 2000/01
- Регіональні ліги Мурсії (1): 1999/00

## Досягнення
Терсера
- Переможець (1): 2000/01

## Відомі гравці
Див. також: Категорія:Футболісти «Сьюдад де Мурсія»
- Роландо Сарате
- Лучано Беккіо
- Туру Флорес
- Хосе Оскар Флорес
- Шумахер
- Давід Ето'о
- Даніель Нгом Ком
- Хуан Пабло Убеда
- Ромен Ферр'є
- Карлос Торрес
- Жуан Мануел Пінту
- Славиша Йоканович
- Ектор Фонт
- Хав'єр Камуньяс
- Роберто Куевас
- Ібан Еспадас
- Данієль Гуїса
- Мікель Ласа
- Мікель Лабака
- Дані Баутіста
- Хосе Хуан Луке
- Рауль Самора
- Айосе Діас
- Роберто Меріно
- Генок Гойтом
- Людовик Ассемоасса
- Хонай Ернандес
- Міку

## Відомі тренери
- Хуан Мануель Лілло (2003–2004)
- Абель Ресіно (2005—2006)
- Хосе Луїс Ольтра (2006—2007)